# أول الغيث (مسلسل)
مسلسل أول الغيث مسلسل من ثلاث اجزاء. تدور احداثه في لبنان، حول قصة شاب درس الهندسة لكن بسبب البطالة اضطر أن يعمل كحارس  في شركة. في هذا الوقت خسر صديقه والده فلجأ إلى مجموعة اوصلته إلى طريق لا عودة منه.
لاقى المسلسل رواجاً كبيراً على الشبكة الإنترنت خاصة بين الشباب. العمل يطرح قضايا يعيشها الشباب العربي من التطرف إلى غسل الدماغ، إلى وضع اللاجئين وتجارة الأعضاء، وصولاً إلى العمليات الانتحارية.